# Ragadozó városok (film)
A Ragadozó városok (eredeti cím: Mortal Engines) 2018-ban bemutatott amerikai–új-zélandi film, amelyet Christian Rivers rendezett.
A forgatókönyvet Fran Walsh, Philippa Boyens és Peter Jackson írta. A producerei Zane Weiner, Amanda Walker, Deborah Forte, Fran Walsh és Peter Jackson. A főszerepekben Hera Hilmar, Robert Sheehan, Hugo Weaving, Jihae és Ronan Raftery láthatók. A film zeneszerzője Tom Holkenborg. A film gyártója a Universal Pictures, a Media Rights Capital és a WingNut Films, forgalmazója a Universal Pictures. Műfaja kalandfilm.
Amerikában 2018. december 14-én, Új-Zélandon 2018. december 7-én, Magyarországon 2018. december 27-én mutatták be a mozikban.

## Cselekmény
A történet a távoli jövőben játszódik, évezredekkel azután, hogy az emberiség kis híján elpusztította a földi civilizációt egy Medúzának nevezett plazmafegyverrel. A kataklizmikus esemény után a nyugati világ úgy alkalmazkodott a körülményekhez, hogy új életmódot fejlesztett ki. Hatalmas, kerekeken mozgó városok róják a föld felszínét, és könyörtelenül vadásznak a kisebb mozgó településekre.
Tom Natsworthy a szintén mozgó London város alacsony társadalmi rétegéből származó történész, aki érdekes és értékes antik tárgyakat gyűjt, amikor London zsákmányol egy-egy mozgó falut.
Az egyik ilyen alkalommal találkozik a veszélyes szökevényként ismert Hester Shaw-val, aki épp megpróbálja megölni Thaddeus Valentine-t, aki a város egyik prominens személye. A merénylet sikertelen, és Hester menekülni kényszerül.
Tom olyan információt kap Hestertől, ami Thaddeus múltjával kapcsolatos, ezért Thaddeus szándékosan lelöki Tomot London város fedélzetéről.
Ezután akaratlanul is, de közösen kell menteniük az életüket a puszta külvilágban.
Portyázók támadnak rájuk, akik elől segítő szándékkal megmenti őket egy idős pár. Később kiderül, hogy csak azért segítettek rajtuk, mert rabszolgakereskedők.
A rabszolgapiacon rájuk talál Anna Fang, aki kimenti őket. Közben rájuk talál Sikoly. Fang elviszi őket egy repülő városba, ahol rájönnek, hogy Thaddeus terve nem más, mint eljutni keletre és az újraépített csodafegyverrel lerombolni a nagy falat, és utána kifosztani a védett várost.
Sikoly ismét rájuk talál, így menekülni kényszerülnek.
Nehezen, de eljutnak a fallal védett városba, és ott figyelmeztetik a vezetőt a közelgő veszélyre, ami nem is sokat várat magára. Megkezdődik a csata. Hester rájön, hogy az anyjától kapott medál rejti a Medúza leállításához szükséges biztosítékot. Egy kis csapattal nekiindulnak az öngyilkos küldetésnek. Sikerül is eljutniuk a London fedélzetére és az utolsó pillanatban leállítani a fegyvert.

## Szereplők
| Szereplő | Színész             | Magyar hang          |
| --- | ------------------- | -------------------- |
| Hester Shaw | Hera Hilmar         | Martinovics Dorina   |
| Hester gyerekként | Poppy Macleod       | Kobela Kíra          |
| Tom Natsworthy | Robert Sheehan      | Czető Roland         |
| Thaddeus Valentine | Hugo Weaving        | Szabó Sipos Barnabás |
| Anna Fang | Jihae               | Németh Kriszta       |
| Katherine Valentine | Leila George        | Földes Eszter        |
| Bevis Pod | Ronan Raftery       | Böröndi Bence        |
| Magnus Crome | Patrick Malahide    | Harsányi Gábor       |
| Sikoly / Shrike | Stephen Lang        | Sarádi Zsolt         |
| Chudleigh Pomeroy | Colin Salmon        | Debreczeny Csaba     |
| Vambrace | Mark Mitchinson     | Bácskai János        |
| Khora kapitány | Regé-Jean Page      | Gacsal Ádám          |
| Sathya | Menik Gooneratne    | Kis-Kovács Luca      |
| Stiwgood | Mark Hadlow         | Törköly Levente      |
| Kwan kormányzó | Kee Chan            | Botár Endre          |
| Clytie Potts | Sophie Cox          | Andrádi Zsanett      |
| Pandora Shaw, Hester anyja | Caren Pistorius     | Mórocz Adrienn       |
| Nils Lindstrom | Leifur Sigurdarson  | Makranczi Zalán      |
| Pewsey | Stephen Ure         | Beratin Gábor        |
| Herbert Melliphant | Andrew Lees         | Magyar Bálint        |
| Yasmina Rashid | Frankie Adams       | Sipos Eszter Anna    |
| Toa Heke | Kahn West           | Sörös Miklós         |
| Dr. Twix | Sarah Peirse        | Menszátor Magdolna   |
| Bürgermeister | Joel Tobeck         | Barabás Kiss Zoltán  |
| Arkengarth professzor | Terry Norris        | Kajtár Róbert        |
| Főnavigátor | Calum Gittins       | Molnár Kristóf       |
| Mrs. Wreyland | Megan Edwards       | Detre Annamária      |
| Mr. Wreyland | Peter Rowley        | Szacsvay László      |
| Pierrepoint | Nathaniel Lees      | Petridisz Hrisztosz  |
| Dietrich | Paul Yates          | Koncz István         |
| Medúza | Lynda Lester (hang) | Schmidt Andrea       |
| De Groot | Mike Homik          | Mészáros András      |
| További magyar hangok |                     |                      |
| Bárány Virág, Bognár Tamás, Bor László, Bordás János, Czifra Krisztina, Fehér Péter, Fehérváry Márton, Galambos Péter, Gyurin Zsolt, Honti Molnár Gábor, Lipcsey Colini Borbála, Mohácsi Nóra, Orosz Gergely, Péter Richárd, Suhajda Dániel, Törtei Tünde, Trencsényi Ádám |                     |                      |